# Волчки (Тамбовская область)
Волчки — село в Петровском районе Тамбовской области России. 
Административный центр Волчковского сельсовета.

## География
Расположено на реке Матыра.

## Население
| 1959 | 2002 | 2010 |
| ---- | ---- | ---- |
| 585  | ↗804 | ↘761 |

## История
Основанная однодворцами деревня Усть Волчок с 20-х годов XVIII века превращается в поселение крестьян нескольких помещиков. В 1722—1724 годах в Волчок были переведены крестьяне из Ярославского, Серпуховского и Ряжского уездов. К 1745 году в деревне Усть речки Волчок и Матыра было 58 душ мужского пола, из них только трое однодворцев, а остальные крестьяне помещиков. По 3-й ревизии 1764 года кроме двух Жихаревых в Волчке значились М. Карпачев, В. Измайлов, Л. Засецкий. У них было 420 душ мужского пола. Но не все они жили в Волчке. Некоторые, как Засецкий, имевший 227 душ, основали свои деревни. Непосредственно в Волчке числилось 156 жителей обоего пола.
Во второй половине XVIII века Волчок был селом со своей церковью. В «Дневных записях…» путешествия саратовского священника Г. Скопина в Киев записано: «24 мая. Село Кунье. Прошёл столб с надписью „граница Козловская с Тамбовским уездом“. Пришёл в село Волчёк… к диакону Григорию Алексееву, своему свату, дьякону местной церкви». Путешественник записал, что «накормили довольно, вин не было, но браги довольно пили, а на дорогу дали пять копеек». Эта немудрёная запись говорит о том, что даже служитель церкви разносолов не имел, не было и лишних денег. О крепостных крестьянах говорить не приходится. Они жили очень бедно с вечной заботой о том, как успеть между работами на барщине обработать свой надел, как растянуть оставшийся после оброка хлеб до нового урожая. Орудиями их труда были соха, деревянный дробач да борона.
Село Волчок оказалось на торной дороге из Тамбова в Сокольск (Липецк) и Воронеж, что способствовало его росту. При Екатерине II продолжалось генеральное межевание земли. Из «Геометрического специального плана с. Рождественского (Волчок тож)» 1782 года и описания к нему известно, что самыми крупными помещиками оставались Жихаревы, Измайловы, Засецкие, Карпачёвы. В 1782 году в Волчке было 540 жителей, а в 1858 году — 658 крепостных крестьян в 75 дворах и 33 государственных крестьянина в 5 дворах. Волчок становится центром волости.
В 1855 г. в Волчке на средства прихожан была построена церковь. «Церковь деревянная, тёплая…Престолов три: главный — Рождества Христова…, придельные — святого Николая Чудотворца… и иконы Божьей Матери Неопалимыя Купины… Приход открыт более 300 лет назад. Есть церковно-приходская школа…» (из описания Тамбовской Епархии от 1911 г.). Большую материальную помощь в построении храма и приобретении для него разных вещей оказал помещик Н. Никифоров.
В том же 1855 году на общественные средства построена земская школа. Из «Справочника Тамбовской губернии на 1913 год» известно, что в начале века заведующей была Дмитриева Анна Ивановна, законоучителем — отец Дмитрий Флерин, учительницей — Тихомирова Елена Ефимовна. По имени церкви село стало официально называться Рождественским, но распадавшимся на ряд небольших селений, до отмены крепостного права принадлежавших помещикам. Так в конце XIX века были Рождественское Жихарева, Рождественское Карякина, Рождественское Никифорова и др. В наши дни некоторые из них стали самостоятельными деревнями, носящими имена бывших владельцев: Хвостовка, Лазовка, Никифоровка, Засецкое, Коротеевка, Киткино.
Накануне крестьянской реформы 1861 года в Волчковской волости по X ревизии (1856 год) было 315 домохозяев, 1373 мужского и 1481 женского пола душ крестьян. В состав волости входили: д. Ольховка, с. Волчок-Рождествино, с. Волчок-Рождествино (Жихарева), с. Волчок-Рождествино (Засецкого), с. Волчок-Рождествино (Киткина), с. Волчок-Рождествино (Никифорова), с. Волчок-Рождествино-Коротеево-Богохранимое, д. Александровка (Анциферова), д. Богородицкое (Мосолова), д. Вельяминовка (Барсукова), д. Грушовка (Салькова), д. Измайлова-Погорелова тож, д. Отрада (Измайлово-Андреевка), д. Измайловка (Богушевского), д. Измайловка-Барановка тож, д. Криуша, д. Красноселье, д. Павловка (Титова), д. Круглополье. Волостным старшиной был Архип Егорович Спицын, волостным писарем — Михаил Егорович Яковлев. В волости насчитывалось 327 амбаров и сараев. 16 домохозяев держали пчёл в 107 колодах. Имелось 25 промышленных крестьянских заведений: кузницы, просорушки, крупорушки, мельницы, 7 трактиров, 1 торговая лавка.